# نور الدين طراف
الدكتور نور الدين علي طراف (المنيا، 3 أبريل 1910 - 23 مايو 1995)، طبيب وسياسي مصري، شغل عدة مناصب وزارية، وكان رئيسًا للمجلس التنفيذي للإقليم المصري في الجمهورية العربية المتحدة في الفترة من أكتوبر 1958 إلى سبتمبر 1960.

## حياته السياسية
انتخب طراف عضوًا بالبرلمان المصري سنة 1945، ثم عُين وزيرًا للصحة مرتين، الأولى في الفترة من 7 سبتمبر 1952 إلى 7 أكتوبر 1958، والثانية في الفترة من 15 أغسطس إلى 17 أكتوبر 1961. وقد شغل منصب رئيس المجلس التنفيذي للإقليم المصري في الجمهورية العربية المتحدة في الفترة من 7 أكتوبر 1958 إلى 20 سبتمبر 1960، ليكون أول رئيس وزراء مدني منذ إلغاء الملكية. وكان عضوا في المجلس الأعلى لهيئة التحرير.

## أسرته
تزوج الدكتور طراف من الدكتورة "أنيسة الحفني"، أستاذة طب الأطفال بكلية طب قصر العيني، وأنجبا الدكتور "يحيى طراف"، أستاذ جراحة العظام بقصر العيني، والدكتور "هشام طراف" أستاذ الأمراض الصدرية والحساسية بقصر العيني، والمهندس "خالد طراف".